# Der Bulle von Tölz: Tod am Altar
Tod am Altar ist ein deutscher Fernsehfilm von Walter Bannert aus dem Jahr 1996 nach einem Drehbuch von Claus Peter Hant. Es ist die 5. Folge der Krimiserie Der Bulle von Tölz mit Ottfried Fischer als Hauptdarsteller in der Rolle des Hauptkommissars Benno Berghammer. Die Erstausstrahlung erfolgte am 18. Februar 1996 auf Sat.1.

## Handlung
Pfarrer Martin Petermeier bricht während der Sonntagsmesse zusammen und stirbt. Dr. Riccarda Inninger, die Hausärztin des Priesters, sagt gegenüber Kommissar Benno Berghammer aus, der Pfarrer habe vor dem Gottesdienst einen Asthma-Anfall gehabt; sein Herz habe wohl nicht mehr mitgemacht.
Im Pfarrhaus trifft Berghammer auf Iris, eine junge Drogenabhängige, deren fünfjährige Tochter Theresa vom „Lichtwerk“, einer katholischen Einrichtung, in Obhut genommen wurde. Iris bezeichnet sie als Sekte, während die Pfarrersköchin Maria Moser diese Leute für anständig hält – streng katholisch und vom Papst gesegnet.
Die Obduktion ergibt, dass Pfarrer Petermeier vergiftet wurde. Das Mittel wirke, über ein Getränk eingenommen, erst nach etwa acht Stunden. Auf der Suche nach einem Motiv erfahren die Kommissare Benno Berghammer und Sabrina Lorenz von Direktor Dr. Max Römelin, dass an der Schule intern ermittelt wurde, weil der Pfarrer die 13-jährige Schülerin Eva sexuell belästigt haben soll. Die Pfarrersköchin findet unterdessen einen Abschiedsbrief des Mädchens, worauf die Kommissare in die Kirche eilen, wo sie Eva, mit Tabletten vergiftet, bewusstlos auffinden und gerade noch rechtzeitig einen Notarzt rufen können. Bei einer späteren Vernehmung gibt Eva zu, sich die Belästigung nur ausgedacht zu haben, weil der Pfarrer sie ignoriert habe. Sie habe die Geschichte zurücknehmen wollen, doch der Direktor habe es ihr untersagt.
Im Auftrag des Bischofs sucht Prälat Hinter in den Unterlagen von Pfarrer Petermeier nach Dokumenten, mit deren Hilfe er dem Lichtwerk Einhalt gebieten könnte, doch diese sind nicht auffindbar.
Von der Kindergärtnerin des Lichtwerks erfährt Berghammer, dass Sophia, die Leiterin des Lichtwerks, den Tod des Pfarrers in allen Einzelheiten vorausgesehen habe. Während er darauf wartet, zu ihr vorgelassen zu werden, trifft er Iris, die ihn bittet, sie und ihre Tochter da herauszuholen. Sophias Befragung bringt allerdings keine neuen Erkenntnisse.
In der Geldbörse des Pfarrers findet der Kommissar ein Foto, das ihn mit Kati Römelin, der Frau des Schuldirektors, und Dr. Riccarda Inninger zeigt, wobei sich herausstellt, dass es sich um Schwestern handelt. Auf ihre persönliche Widmung auf dem Foto angesprochen, gibt Dr. Inninger an, sie habe Petermeier vor drei Jahren in einer Asthmaklinik in Innsbruck kennengelernt; beim Pfarrer seien die Anfälle psychisch bedingt, bei ihr selbst handle es sich um eine Katzenallergie.
Als die Ermittlungen ins Stocken geraten, bittet Benno Berghammer seine Kollegin Sabrina, sich ins Lichtwerk einzuschleusen, um verdeckt zu ermitteln und Iris zu helfen.
Der Bischof sucht die Leiterin des Lichtwerks auf und verlangt die Herausgabe des Tagebuches von Pfarrer Petermeier, doch Sophia lehnt ab und wirft ihn hinaus. Kommissarin Lorenz bekommt das Gespräch mit und eignet sich das Tagebuch an, indem sie für einen Stromausfall sorgt und so unbemerkt in Sophias Büro eindringen kann. Vor dem Gebäude des Lichtwerks wartet Kollege Berghammer mit dem Auto auf sie. Die Lektüre bringt zutage, dass Pfarrer Petermeier ein Verhältnis mit Kati Römelin hatte, die ein Kind von ihm erwartet. Außerdem hat das Lichtwerk den Bischof in der Hand, weil dieser ebenfalls Vater eines Kindes ist.
Direktor Römelin räumt bei einer Einvernahme ein, vom Verhältnis seiner Frau mit dem Pfarrer gewusst zu haben; ebenso gibt er die Schmiererei an der Kirchenmauer zu, doch den Mord will er nicht begangen haben; zur Tatzeit will er zu Hause gewesen sein. Als Zeugin für sein Alibi gibt er seine Frau an; diese ist jedoch ausgezogen und verschwunden, nachdem sie ihre Konten leergeräumt hat.
Als Nächstes fahren Berghammer und Lorenz nach Waging am See, wo der Pfarrer am frühen Morgen des Mordtages einen Unfall mit Fahrerflucht verursacht hat. In der Pizzeria erfahren sie, wo Petermeier und Kati Römelin ihr Liebesnest hatten, und finden dort die Überreste des gemeinsamen Essens. 
Benno Berghammer händigt dem Bischof das Tagebuch des Pfarrers aus, damit er dem Lichtwerk einen Riegel vorschieben kann, ohne länger erpressbar zu sein. Durch die bischöfliche Intervention beim Jugendamt entkommen Iris und ihre Tochter schließlich den Fängen der Sekte.
Als die Fahndung nach Frau Römelin zum Erfolg führt, nehmen die Kommissare sie fest, obwohl sie beteuert, keinen Grund für den Mord gehabt zu haben; der Pfarrer sei schließlich der Vater ihres Kindes. Da überkommen die Ermittler doch Zweifel, weil das Gift nicht nur oral, sondern auch mittels Inhalation verabreicht worden sein könnte. Letzteres würde sofort wirken, wohingegen bei der oralen Einnahme bis zu acht Stunden verstreichen können. Beim Durchgehen der Personen mit Motiv stellt Benno Berghammer fest, dass Dr. Riccarda Inninger sich am unauffälligsten verhalten hat. Als die Ärztin der Vorladung ins Kommissariat folgt, zeigt er ihr die persönlichen Gegenstände, die der Pfarrer zuletzt bei sich getragen hat. Da kommt Sabrina Lorenz mit einer Katze auf dem Arm ins Büro, worauf Dr. Inninger in Panik gerät und einen Asthma-Anfall bekommt. Das Spray von Pfarrer Petermeier, das Berghammer ihr anbietet, lehnt sie ab, was dem Kommissar beweist, dass sie für den Giftmord verantwortlich ist. Nachdem sie ihr eigenes Spray inhaliert und den Anfall in den Griff bekommen hat, gesteht sie, es für ihre Schwester getan zu haben, weil Petermeier Katis Leben ruiniert habe.

## Hintergrund
Die Drehorte waren Bad Tölz, das Kloster Benediktbeuern, das Wasserschloss Sandizell und das Kloster Au am Inn; als Schauplatz für die „Pension Resi“ diente das Hollerhaus Irschenhausen.
Ellen Schwiers war im wahren Leben die Mutter von Katerina Jacob. Sie spielt in der Folge Waidmanns Zank in einer anderen Rolle erneut mit.
Es gibt noch weitere Familienzugehörigkeiten: Ellen Schwiers und Holger Schwiers sind Geschwister. Somit ist er der Onkel von Katerina Jacob. In der Folge Liebespaarmörder spielt er ein weiteres Mal mit.

## Kritik
Die Programmzeitschrift TV Spielfilm schreibt: „Ottfried Fischer sorgt immer wieder für pfundige Abwechslung im Serien-Einerlei.“ Fazit: „Dank Fischer eine possierliche Provinz-Posse.“